# Bukit Makarti
Bukit Makarti is een bestuurslaag in het regentschap Aceh Utara van de provincie Atjeh, Indonesië. Bukit Makarti telt 145 inwoners (volkstelling 2010).